# Rose-Philippine Duchesne
Rose-Philippine Duchesne, RSCJ (29. srpna 1769, Grenoble – 18. listopadu 1852, St. Charles) byla francouzská římskokatolická řeholnice Společenství dam Nejsvětějšího Srdce Ježíšova, které pomohla rozšířit do Spojených států amerických, kde část svého života působila. Katolická církev ji uctívá jako světici.

## Život

### Raný život
Narodila se dne 29. srpna 1769 v Grenoblu, hlavním městě starobylé provincie Dauphiné ve Francouzském království, jako druhá ze sedmi dcer a jednoho syna. Její otec, Pierre-François Duchesne (1748–1797), byl v době nepokojů, známých jako den dlaždic, významným právníkem. Její matka, Rose-Euphrosine Périer (1743–1814), byla sestrou Clauda Périera, průmyslníka, který později pomohl financovat vzestup Napoleona k moci. Syn Clauda Périera, Casimir, pozdější francouzský premiér, byl dědečkem francouzského prezidenta Jeana Casimira-Periera. Vyrůstala ve velkém rodinném domě naproti budově parlamentu v Grenoblu, který její rodina sdílela s Claudem Périerem a jeho manželkou, kdy oba páry žily v oddělených patrech.

### Klášter vizitantek
Poté, co spolu se svoji sestřenicí Josephinou prodělala neštovice, které jí zanechaly lehké jizvy, byla roku 1781 poslána na vzdělání do kláštera Sainte-Marie-d'en-Haut, který stál na úbočí hory poblíž Grenoblu. Její vzdělání zde zajišťovala komunita sester vizitantek. Když začala projevovat silnou touhu po klášterním životě, otec ji v následujícím roce z klášterní školy odhlásil a nechal ji doučovat u sestřenic v rodinném domě. V roce 1788 se rozhodla navzdory odporu rodiny vstoupit do Řádu Navštívení Panny Marie. Přesvědčila tetu, aby ji doprovodila na návštěvu kláštera, kde okamžitě požádala o přijetí a nechala tetu, aby se vrátila domů bez ní a řekla otci, co se stalo.
V roce 1792 však revolucionáři během velké francouzské revoluce a následné vlády teroru klášter zrušili a jeptišky rozptýlili. Vrátila se proto ke své rodině, se kterou žila v jejich venkovském sídle spolu se dvěma tetami, které byly vizitantkami v Romans-sur-Isère. Snažila se nadále žít podle řehole svého řádu a zároveň sloužila své rodině a těm, kteří trpěli vládou teroru, včetně těch, kteří byli vězněni v bývalém klášteře.
Když katolická církev za Napoleona po roce 1801 mohla znovu otevřeně působit ve Francii, pokusila se svůj klášter obnovit. Jeho budovy byly v troskách, protože sloužily jako vojenské kasárny a vězení. Ačkoli se několik řeholnic a matka představená dočasně vrátily, spolu s ostatními zjistila, že strohé životní podmínky jsou pro ně v pokročilém věku příliš náročné. Nakonec se sama stala matkou představenou a zůstala zde pouze se třemi společnicemi.

### Vstup do Společenství dam Nejsvětějšího Srdce Ježíšova
V té době založila sv. Madeleine Sophie Barat ve Francii Společenství dam Nejsvětějšího Srdce Ježíšova, ženskou řeholní kongregaci s podobným posláním jako sestry vizitantky (vzdělávání a formace dívek), a chtěla zřídit jeho pobočku také v Grenoblu. V roce 1804 za ní Barat na doporučení jejího duchovního vůdce, jezuitského kněze Josepha Varina odcestovala.  Po promluvě s ní Duchesne souhlasila s jejím návrhem sloučit komunitu vizitantek se Společností Nejsvětějšího Srdce. Obě ženy se poté staly celoživotními přítelkyněmi. V roce 1815, po skončení napoleonských válek, zřídila pod vedením Barat v Paříži klášter Nejsvětějšího Srdce, kde otevřela školu, a stala se zde první novickou.

### Misionářka v Americe
Během svého dětství ve svém farním kostele slyšela mnoho příběhů od misijních kněží z Louisiany, která byla založena jako kolonie Nové Francie, a dlouho cítila touhu sloužit původním obyvatelům Ameriky, kteří tam žili. V roce 1817 navštívil jí zřízený řeholní dům v Paříži Louis-Guillaume-Valentin Dubourg, biskup diecéze Louisiany a obou Florid, který sháněl pedagožky, které by vyučovaly domorodé děti v jeho diecézi. Po setkání s ním se rozhodla do Louisiany odcestovat a utvořit zde komunitu kongregace, do níž před časem vstoupila.
V roce 1818 se se svolením Barat vydala do Spojených států amerických se čtyřmi dalšími sestrami členkami Společenství dam Nejsvětějšího Srdce Ježíšova. Po deseti týdnech na moři dorazily do New Orleans. K jejich překvapení se však biskup nepostaral o jejich ubytování. Poté, co si krátce odpočinuly u sester uršulinek, využily nově zřízené paroplavební dopravy po řece Mississippi k cestě do St. Louis a nakonec se se svými společnicemi po sedmi týdnech plavby usadila v St. Charles v tehdejším Missouriském teritoriu. Později toto místo popsala jako „nejvzdálenější vesnice v USA“. Zde v dřevěné roubence zřídila řeholní dům a první bezplatnou školu západně od Mississippi.
Spojené státy koupily oblast od Francie jen o patnáct let dříve a osadníci, mnozí chudí, ale jiní v bohatí vlastníci otroků, sem proudili z východu. Jí zřízená škola zde čelila mnoha problémům, včetně nedostatku finančních prostředků, nedostatečného bydlení, hladu a mrazivého počasí. Sestrám také činila obtíže výuka angličtiny. Do roku 1828 se však kongregace rozrostla natolik, že v oblasti mohla zřídit více řeholních komunit, jejíž osazenkyně při nich poté zřizovaly další školy pro indiánské děti. Stala se tak jednou z prvních řeholnic, které se zde podílely na vzdělávání a evangelizaci domorodých dívek.

### Závěr života a smrt
Roku 1842 se kvůli zhoršenému zdravotnímu stavu vrátila a definitivně usadila v St. Charles poté, co působila mezi indiánským kmenem Potawatomi. Poslední desetiletí svého života trávila mnoho času modlitbami, neboť kvůli špatné znalosti angličtiny a špatnému zdraví nemohla učit. Ke konci života žila osamoceně v malé místnosti a téměř oslepla. Stále si dopisovala s Barat a myslela na indiány z kmene Potawatomi, kteří žili v horách, kam se již nemohla vypravit. Zemřela 18. listopadu 1852 v St. Charles ve věku 83 let. Zde jsou také uchovávány její ostatky.

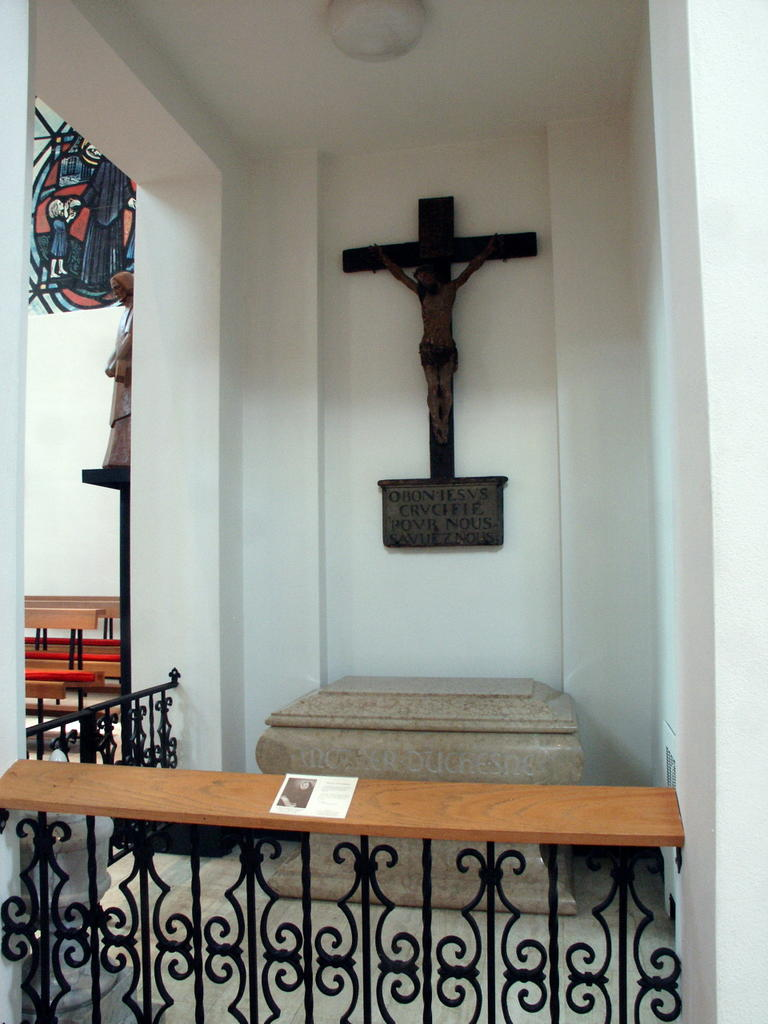
Její hrobka v St. Charles

## Úcta
Její beatifikační proces započal dne 9. prosince 1909, čímž obdržela titul služebnice Boží. Dne 17. března 1935 ji papež Pius XI. podepsáním dekretu o jejích hrdinských ctnostech prohlásil za ctihodnou.
Blahořečena byla dne 12. května 1940 papežem Piem XII. Dne 23. října 1987 byl uznán zázrak na její přímluvu, potřebný pro její svatořečení. Svatořečena pak byla dne 3. července 1988 v bazilice sv. Petra papežem sv. Janem Pavlem II.
Její památka je připomínána 18. listopadu. Bývá zobrazována v řeholním oděvu.

## Odkazy

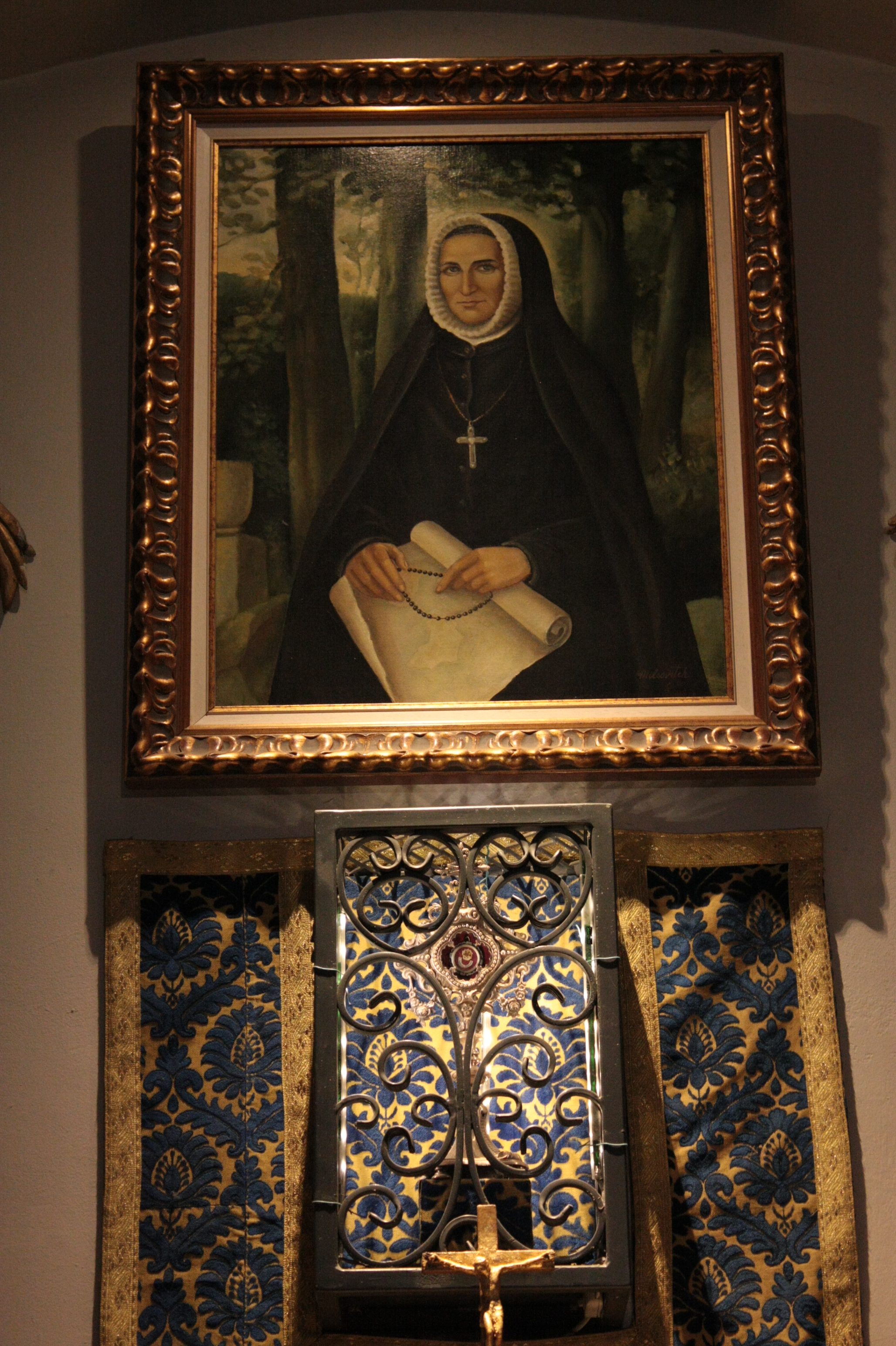
Obraz